# Gli occhi verdi del gatto
Gli occhi verdi del gatto (Clouds of Witness) è un romanzo giallo del 1926 di Dorothy L. Sayers, il secondo con protagonista l'investigatore dilettante Lord Peter Wimsey.

## Trama
Il fratello di Lord Peter, Gerald Wimsey duca di Denver, ha preso in affitto una tenuta nello Yorkshire per la stagione di caccia. Una notte, il fidanzato di sua sorella Lady Mary, il capitano Denis Cathcart, viene trovato morto, ucciso da un colpo di pistola. Il Duca diviene subito il principale sospettato: ha discusso aspramente con la vittima quel giorno (ha scoperto che ci sono delle ombre nel passato del candidato alla mano della sorella), è stato visto chino sul suo corpo all'ora del delitto, l'arma che lo ha ucciso si scopre essere di proprietà del Duca; soprattutto, si rifiuta di spiegare dove è stato subito prima del delitto, insistendo di essere solo uscito per una passeggiata.
Fortuna che suo fratello non chiede di meglio che usare il proprio acume investigativo per aiutarlo a tirarsi fuori dai guai. Al suo fianco, l'immancabile valletto Bunter, e il suo migliore amico, l'ispettore Charles Parker, che svilupperà un interesse amoroso (ricambiato) per Lady Mary nel corso del romanzo...

## Edizioni italiane
- Il gatto dagli occhi verdi, collana I Gialli n. 46, Arnoldo Mondadori Editore, 1948.
- Gli occhi verdi del gatto, collana I classici del Giallo Mondadori n. 2748, Arnoldo Mondadori Editore, settembre 2001.
- Gli occhi verdi del gatto, in Tre donne del mistero, collana Gli speciali del Giallo Mondadori n. 74, Arnoldo Mondadori Editore, dicembre 2014.